# Agustinia ligabuei
Agustinia ligabuei Bonaparte, 1999, unica specie del genere Agustinia Bonaparte, 1999, è un dinosauro ritrovato in terreni del Cretaceo inferiore dell'Argentina (Provincia di Neuquén). I fossili risalgono a 100-110 milioni di anni fa circa.

## Descrizione
Agustinia appartiene al gruppo di dinosauri noti come sauropodi, erbivori quadrupedi dotati di collo e coda lunghi.
La particolarità di questo animale, però, risiede nel tronco: esso era ricoperto, in vita, da strane strutture simili a placche ossee, quasi identiche a quelle sul corpo degli stegosauri. Le placche, con tutta probabilità, servivano da difesa contro i predatori come gli abelisauri. Le facce appiattite delle placche, invece che essere orientate verso i lati dell'animale come negli stegosauri, erano rivolte verso la parte anteriore e la parte posteriore. Agustinia, inoltre, era dotato anche di spine, rendendolo davvero simile a un misto tra sauropode e stegosauro.
La nostra conoscenza di questo dinosauro rimane incompleta perché non è stato trovato uno scheletro intero, ma solo un certo numero di ossa frammentate, principalmente vertebre e placche.

## Sistematica
Anche se questo dinosauro è considerato da molti una forma aberrante di titanosauride, alcuni studiosi sostengono che sia più strettamente imparentato con la famiglia dei Rebbachisauridi. Un osteoderma dal Cretaceo inferiore della Croazia, inoltre, potrebbe essere appartenuto a un animale simile.

## Scoperta e etimologia
La scoperta fu annunciata alla comunità scientifica nel 1998 dal paleontologo José Bonaparte.
Il nome dato originariamente all'animale era Augustia, ma risultò essere già attribuito a un insetto, e così si scelse Agustinia. Il nome specifico ligabuei è stato dato in onore di Giancarlo Ligabue, finanziatore della spedizione in cui fu scoperto questo dinosauro.